# Nguyễn Thị Lụa
Nguyễn Thị Lụa (Hanói, 24 de julio de 1991), es una luchadora vietnamita de lucha libre. Participó en Juegos Olímpicos de Londres 2012 consiguiendo un décimo puesto en la categoría de 48 kg. Compitió en cinco campeonatos mundiales, logró la 5.ª posición en 2009. Ganó la medalla de plata en los Juegos Asiáticos de 2010 y el 12.º lugar en 2014. Conquistó cuatro medallas en Campeonatos Asiáticos, de plata en 2014 y 2016. 